# 岐阜高等農林学校
| 官立岐阜高等農林学校 （岐阜高農） | 官立岐阜高等農林学校 （岐阜高農）   |
| --------------------------------- | ----------------------------------- |
| 1948年頃の岐阜農林専門学校        |                                     |
| 創立                              | 1923年                              |
| 所在地                            | 岐阜県稲葉郡那加村 （現・各務原市） |
| 初代校長                          | 東海林力蔵                          |
| 廃止                              | 1952年                              |
| 後身校                            | 岐阜大学農学部                      |
| 同窓会                            | 各務同窓会                          |

岐阜高等農林学校 （ぎふこうとうのうりんがっこう） とは、1923年 （大正12年） に設立された官立旧制専門学校。

## 概要
- 大正時代中期 （1920年頃） の官立高等教育機関増設政策で設立された高等農林学校 （高農） の一つ。林産を重視し木工場も設置。
- 創立時は、本科に農学科・林学科・農芸化学科の 3科を設置した。学科設置設置にあたって三重や宇都宮、宮崎などの高等農林学校は農学科と林学科を１つずつと、特色ある学科をもう一つ設ける「3分科主義」が採られている（後に獣医学科・農業土木科・農産製造科を増設）。
- 第二次世界大戦中に岐阜農林専門学校 （略称： 岐阜農専） と改称された。
- 戦後、学制改革により名古屋大学の合併案、愛知県への移転が浮上。地元自治体は強く反対し合併を断念させる。1949年、岐阜師範学校、青年師範学校とともに農・学芸の2学部からなる新制岐阜大学に包括され、農学部 （現・応用生物科学部） となった。
- 同窓会は 「各務同窓会」 （かがみどうそうかい） と称し、旧制・新制合同の会である。

## 沿革

### 前史
- 1916年11月： 岐阜県会、高等農林学校設置に関する意見書を可決。
  - 当時 狭義の官立高農は北の盛岡・南の鹿児島にしかなく、岐阜こそ適地と力説。
- 1919年： 第41回帝国議会、官立高農 5校の設置に協賛。
  - うち 1校が岐阜に設置されることとなった。
- 1920年9月： 校地を岐阜県稲葉郡那加村に決定。
- 1921年2月： 岐阜県、建設費 32万5000円・土地 約65000坪の寄附を申請。
  - 県内市町村・企業・篤志家からの寄附を含む。4月、申請許可。
- 1922年4月： 校舎建設開始。
- 1923年9月： 関東大震災のため国の予算削減。一部計画縮小へ。

### 岐阜高等農林学校時代
- 1923年12月10日： 勅令第501号文部省直轄諸学校官制改正により岐阜高等農林学校設置。
- 1924年2月： 岐阜高等農林学校規程・同規則制定。
  - 本科 （修業年限3年） に農学科・林学科・農芸化学科を設置。
- 1924年4月15日： 開校式・入学宣誓式。
  - このとき初代 東海林校長の語った 「凛乎たれ　真摯なれ」 が校訓とされた。
  - 寄宿舎は 「凛真寮」 と命名された。
- 1925年3月： 入試に無試験検定制度導入。
  - 各学科定員の 5分の1以内。
- 1926年2月： 凛真寮、自治寮化。
  - 寮歌 『白帝城の桜花』 （宮崎良一・安田享一 合作）。
- 1926年9月： 校歌制定 『我等多望の春にして』 （鈴木栄太郎 作詞、岡野貞一 作曲）。
- 1926年10月15日： 開校式挙行。
- 1927年3月： 第1回卒業。4月、「各務同窓会」 設立。
- 1927年5月： 岐阜県実業補習学校教員養成所 （1922年創立） を併設。
  - 岐阜農林学校校内から移転。後の岐阜青年師範学校 （現・岐阜大学教育学部）。
- 1928年1月： 岐阜県那加高等国民学校を併設。
  - 正員は修業年限2年、実業補習学校後期卒業者・18歳以上が対象。
- 1928年4月： 第1回 「大遊戯会」 （学園祭） を挙行。
  - 『高農踊』 や仮装行列で地元民に親しまれた。
- 1928年9月28日： 九二八庭園 （くにはていえん、秩父宮成婚記念） を開園。
- 1928年11月： 御大典記念那加植物園設置。
- 1929年2月： 実務科を設置。
  - 1年制、尋常小学校卒業者対象。1932年10月 「瑞天寮」 設置、1933年4月より全寮制。
- 1931年5月： 加茂郡和知村に特殊農場設置。
- 1931年7月： 「挿秧祭」 （田植祭） が始まる。
- 1937年3月： 大野郡山之口村の国有林を移管、演習林設置。
- 1939年4月6日： 農村工業実科を設置 （文部省令第16号）。
  - 1年制、中等学校卒業者対象。
- 1940年4月18日： 本科に獣医学科を増設。
  - 1942年、家畜病院を設置。
- 1942年4月1日： 本科に農業土木科を増設。

### 岐阜農林専門学校時代
- 1944年4月1日： 岐阜農林専門学校と改称 （3月28日付 勅令第165号）。
  - 本科の設置学科： 農科・林科・農芸化学科・獣医畜産科・農業土木科。
- 1946年1月： 専修科 （農業科・農村工業科） を設置。
  - 1946年11月、1期限りで廃止。
- 1946年4月： 本科に農産製造科を増設。
- 1946年11月： 「高農祭」 復活。
- 1947年9月： 名古屋大学 田村総長、来校して名古屋大学への統合を打診。
- 1948年6月： 岐阜県教組、名古屋大学への合併反対表明。
- 1948年7月： 岐阜県議会、名古屋大学への合併反対決議。文部大臣も越県合併を認めない旨明言。
- 1949年2月： 岐阜農専教官会議、名古屋大学への合流構想打ち切りで合意。
- 1949年5月31日： 新制岐阜大学発足。
  - 旧制岐阜農専は、農学部 （農学科・林学科・農芸化学科・獣医学科・農業工学科） の母体として包括された。
- 1949年7月15日： 岐阜大学農学部第1回入学式。
- 1951年3月： 獣医畜産専攻科 （1年制） を設置。
- 1951年4月： 岐阜農専実務科を岐阜大学農業別科と改称。
- 1952年3月： 旧制岐阜農林専門学校、廃止。

## 歴代校長
- 初代： 東海林力蔵 （1923年12月11日[1] - 1924年11月7日死去）
  - 前・北海道帝国大学教授。
- 校長事務取扱： 米山豊 （1924年11月 - 1924年12月）
- 第2代： 草場栄喜 （1924年12月 - 1935年9月）
- 第3代： 米山豊 （1935年9月 - 1941年3月）
- 第4代： 山桝忠好 （1941年3月 - 1942年3月）
- 第5代： 小瀬伊俊 （1942年3月 - 1946年5月）
- 校長事務取扱： 奥村清久（不詳 - 1946年（昭和21年）5月31日[2]）
- 第6代： 蜷川睦之助 （1946年5月 - 1952年3月）
  - 岐阜大学農学部 初代学部長。

## 校地の変遷と継承
設立から廃止まで、岐阜県稲葉郡那加村 （現・各務原市那加門前町3丁目） の校地を使用した。那加 （各務原） 校地は後身の岐阜大学農学部に引き継がれた。1954年9月には、岐阜大学工学部が笠松町から農学部横に移転した。1981年10月、工学部が岐阜市柳戸地区に移転。1982年9月には農学部も移転した。1985年4月には、各務原にあった附属農場も柳戸地区に移転した。現在、各務原校地の跡地は各務原市民公園となっている。

## 著名な出身者
岐阜大学の人物一覧を参照。

## 関連書籍
- 作道好男・作道克彦（編）　『岐阜大学農学部六十年史』　教育文化出版教育科学研究所、1983年5月。